# الویو سالوری
الویو سالوری (انگلیسی: Elvio Salvori؛ زادهٔ ۳ ژوئن ۱۹۴۴) بازیکن فوتبال اهل ایتالیا است.
از باشگاه‌هایی که در آن بازی کرده‌است می‌توان به باشگاه فوتبال فیورنتینا، باشگاه فوتبال آسکولی، باشگاه فوتبال فوجا، باشگاه فوتبال آ.اس. رم، باشگاه فوتبال اودینزه، و باشگاه فوتبال آتالانتا اشاره کرد.